# Giovanni Battista Rabino
Giovanni Battista Rabino (Montaldo Scarampi, 15 dicembre 1931 – Asti, 12 marzo 2020) è stato un politico e sindacalista italiano.

## Biografia
Esponente della Democrazia Cristiana, fu deputato per due legislature dal 1983 al 1992; in tale anno venne eletto senatore, restando in carica fino al 1994.
Fu poi sindaco di Montaldo Scarampi dal 2004 al 2009.
Rabino morì nel marzo del 2020, vittima del coronavirus SARS-CoV-2.